# Operation: Get Down
Operation: Get Down è il secondo e ultimo album del rapper statunitense Craig Mack, pubblicato nel 1997 da Street Life e Scotti Brothers.
Tre anni dopo il debutto e dopo aver rotto i rapporti con Puff Daddy, Craig Mack pubblica un nuovo album che non riscuote consenso né critico né commerciale, per poi abbandonare la scena musicale (se si escludono rare collaborazioni come nel disco We Invented the Remix di P. Diddy) senza trovare più un contratto.
| Recensione | Giudizio |
| ---------- | -------- |
| AllMusic   | [ 1 ]    |

## Tracce
| #  | Titolo                  | Durata | Produttore            | Featuring                  |
| -- | ----------------------- | ------ | --------------------- | -------------------------- |
| 1  | "Can You Still Love Me" | 4:39   | Eric B.               | Natasha Barr               |
| 2  | "What I Need"           | 4:07   | Demarie Sheki         | Demarie Sheki & PJ DeMarks |
| 3  | "Jockin' My Style"      | 4:45   | Ty Fyffe              |                            |
| 4  | "Rap Hangover"          | 4:00   | Johnny J              | La Shawn Monet             |
| 5  | "Sit Back & Relax"      | 5:17   | Al West, Mark Morales | Demarie Sheki & PJ DeMarks |
| 6  | "Do You See"            | 4:58   | Demarie Sheki         | Demarie Sheki & PJ DeMarks |
| 7  | "Put It on You"         | 4:58   | Demarie Sheki         | Demarie Sheki              |
| 8  | "Rock Da Party"         | 3:58   | Al West, Mark Morales |                            |
| 9  | "Today's Forecast"      | 4:19   | Ty Fyffe              |                            |
| 10 | "Style"                 | 4:37   | Al West, Mark Morales |                            |
| 11 | "You!"                  | 4:10   | Johnny J              |                            |
| 12 | "Drugs, Guns and Thugs" | 5:19   | Demarie Sheki         | Keith Murray               |
| 13 | "Prime Time Live"       | 1:44   | Al West, Mark Morales |                            |

## Classifiche settimanali
| Classifica (1997)         | Posizione massima |
| ------------------------- | ----------------- |
| Billboard 200             | 46                |
| US Top R&B/Hip-Hop Albums | 17                |